# Saint-Dier-d'Auvergne
Saint-Dier-d'Auvergne é uma comuna francesa na região administrativa de Auvérnia-Ródano-Alpes, no departamento Puy-de-Dôme. Estende-se por uma área de 20,42 km². Em 2010 a comuna tinha 550 habitantes (densidade: 26,9 hab./km²).